# Futebol de areia nos Jogos Asiáticos de Praia de 2008
As competições de futebol de areia nos Jogos Asiáticos de Praia de 2008 ocorreram entre 18 e 26 de outubro. Apenas o torneio masculino foi disputado.

## Calendário
| Outubro          | 18 | 19 | 20 | 21 | 22 | 23 | 24 | 25 | 26 | Finais |
| ---------------- | -- | -- | -- | -- | -- | -- | -- | -- | -- | ------ |
| Futebol de areia |    |    |    |    |    |    |    |    | 1  | 1      |

## Quadro de medalhas
| Ordem | País      | Medalha de ouro | Medalha de prata | Medalha de bronze |   |
| ----- | --------- | --------------- | ---------------- | ----------------- | - |
| 1     | Omã       | 1               |                  |                   | 1 |
| 2     | Tailândia |                 | 1                |                   | 1 |
| 3     | Brunei    |                 |                  | 1                 | 1 |
| TOTAL | TOTAL     | 1               | 1                | 1                 | 3 |

## Medalhistas
| Evento                                | Ouro    | Prata                      | Bronze      |
| Masculino (detalhes[ligação inativa]) | OMA Omã | UAE Emirados Árabes Unidos | BRN Bahrein |

## Resultados

### Primeira fase
| Grupo A[ligação inativa] | Grupo A[ligação inativa] |
| ------------------------ | ------------------------ |
| 1                        | Uzbequistão              |
| 2                        | Indonésia                |
| 3                        | Timor-Leste              |
| 4                        | Catar                    |

| Grupo B[ligação inativa] | Grupo B[ligação inativa] |
| ------------------------ | ------------------------ |
| 1                        | Emirados Árabes Unidos   |
| 2                        | Omã                      |
| 3                        | Tailândia                |
| 4                        | Myanmar                  |

| Grupo C[ligação inativa] | Grupo C[ligação inativa] |
| ------------------------ | ------------------------ |
| 1                        | Coreia do Sul            |
| 2                        | Bahrein                  |
| 3                        | Vietname                 |
| 4                        | Kuwait                   |

| Grupo D[ligação inativa] | Grupo D[ligação inativa] |
| ------------------------ | ------------------------ |
| 1                        | Irão                     |
| 2                        | China                    |
| 3                        | Malásia                  |
| 4                        | Índia                    |

### Segunda fase[ligação inativa]
|  | Quartas-de-final           | Quartas-de-final           | Quartas-de-final |  |  | Semifinais                 | Semifinais                 | Semifinais |   |                            | Final                      | Final             | Final             |
|  |                            |                            |                  |  |  |                            |                            |            |   |                            |                            |                   |                   |
|  | UAE Emirados Árabes Unidos | UAE Emirados Árabes Unidos | 7                |  |  |                            |                            |            |   |                            |                            |                   |                   |
|  | INA Indonésia              | INA Indonésia              | 3                |  |  | UAE Emirados Árabes Unidos | UAE Emirados Árabes Unidos | 5          |   |                            |                            |                   |                   |
|  | IRI Irã                    | IRI Irã                    | 1                |  |  | BRN Bahrein                | BRN Bahrein                | 2          |   |                            |                            |                   |                   |
|  | BRN Bahrein                | BRN Bahrein                | 3                |  |  |                            |                            |            |   | UAE Emirados Árabes Unidos | UAE Emirados Árabes Unidos | 1                 |                   |
|  | UZB Uzbequistão            | UZB Uzbequistão            | 1                |  |  |                            | OMA Omã                    | OMA Omã    | 3 |                            |                            |                   |                   |
|  | OMA Omã                    | OMA Omã                    | 7                |  |  | OMA Omã                    | OMA Omã                    | 9          |   |                            |                            |                   |                   |
|  | KOR Coreia do Sul          | KOR Coreia do Sul          | 4                |  |  | KOR Coreia do Sul          | KOR Coreia do Sul          | 6          |   |                            | Disputa do bronze          | Disputa do bronze | Disputa do bronze |
|  | CHN China                  | CHN China                  | 4                |  |  |                            |                            |            |   |                            |                            |                   |                   |
|  |                            |                            |                  |  |  |                            |                            |            |   |                            | BRN Bahrein                | BRN Bahrein       | 2                 |
|  |                            |                            |                  |  |  |                            |                            |            |   |                            | KOR Coreia do Sul          | KOR Coreia do Sul | 1                 |